# Blansko
Blansko es un pueblo en la región de Moravia Meridional de la República Checa. Blansko es el mayor de los pueblos en el distrito de Blansko.
Blansko es mencionado por primera vez en 1141 como asentamiento de un castillo, el pueblo se comienza a desarrollar hacia el 1277. Con posterioridad a 1766 perteneció a la familia Salm, que apadrinaron numerosos artesanos y científicos, incluido Josef Dobrovský.
Actualmente Blansko aloja varias fábricas, entre las que se cuentan plantas químicas y de materiales de construcción. El pueblo es conocido por su proximidad al karst de Moravia.